# China Open (теніс) 2013
Відкритий чемпіонат Китаю з тенісу 2013 — тенісний турнір, що проходив на відкритих кортах з твердим покриттям. Це був 15-й турнір China Open серед чоловіків і 17-й - серед жінок. Належав до категорії 500 в рамках Туру ATP 2013 і Premier в рамках Туру WTA 2013. І чоловічий, і жіночий турніри відбулись у National Tennis Center у Пекіні (Китай) з 28 вересня до 6 жовтня 2013 року.

## Очки і призові

### Нарахування очок
| Дисципліна                 | П    | Ф   | ПФ  | ЧФ  | 1/8 | 1/16 | Round of 64 | Q   | Q2  | Q1  |
| Чоловіки, одиночний розряд | 500  | 300 | 180 | 90  | 45  | 0    | Н/Д         | 20  | 10  | 0   |
| Чоловіки, парний розряд    | 500  | 300 | 180 | 90  | 0   | Н/Д  | Н/Д         | Н/Д | Н/Д |     |
| Жінки, одиночний розряд    | 1000 | 700 | 450 | 250 | 140 | 80   | 5           | 30  | 20  | 1   |
| Жінки, парний розряд       | 1000 | 700 | 450 | 250 | 140 | 5    | Н/Д         | Н/Д | Н/Д | Н/Д |

### Призові гроші
| Дисципліна                 | П        | F        | ПФ       | ЧФ       | 1/8     | 1/16    | Round of 64 | Q2     | Q1     |
| Чоловіки, одиночний розряд | $557,100 | $251,165 | $118,975 | $57,410  | $29,270 | $16,100 | Н/Д         | $1,815 | $1,000 |
| Чоловіки, парний розряд    | $164,580 | $74,250  | $35,000  | $16,920  | $8,690  | Н/Д     | Н/Д         | Н/Д    | Н/Д    |
| Жінки, одиночний розряд    | $860,000 | $430,365 | $210,000 | $100,900 | $48,550 | $23,500 | $13,500     | $3,600 | $2,100 |
| Жінки, парний розряд       | $291,000 | $146,000 | $65,000  | $30,000  | $14,000 | $6,500  | Н/Д         | Н/Д    | Н/Д    |

## Учасники в чоловічих змаганнях

### Сіяні
| Країна    | Гравець        | Рейтинг1 | Сіяний |
| --------- | -------------- | -------- | ------ |
| Сербія    | Новак Джокович | 1        | 1      |
| Іспанія   | Рафаель Надаль | 2        | 2      |
| Іспанія   | Давид Феррер   | 4        | 3      |
| Чехія     | Томаш Бердих   | 6        | 4      |
| Франція   | Рішар Гаске    | 9        | 5      |
| Швейцарія | Стен Вавринка  | 10       | 6      |
| Німеччина | Томмі Гаас     | 13       | 7      |
| США       | Джон Ізнер     | 16       | 8      |

- 1 Рейтинг подано станом на 23 вересня 2013

### Інші учасники
Нижче наведено учасників, які отримали вайлдкард на участь в основній сітці:
- Ллейтон Г'юїтт
- Wu Di
- Zhang Ze

Нижче наведено гравців, які пробились в основну сітку через стадію кваліфікації:  
- Роберто Ботіста-Ахут
- Сомдев Девварман
- Сантьяго Хіральдо
- Yen-hsun Lu

### Знялись з турніру
До початку турніру
- Марин Чилич (suspension)
- Ернестс Гульбіс
- Єжи Янович (травма спини)
- Мартін Кліжан

Під час турніру
- Микола Давиденко (травма правого зап'ястка)

### Знялись
- Томаш Бердих (травма спини)

## Учасники основної сітки в парному розряді

### Сіяні пари
| Країна   | Гравець              | Країна     | Гравець          | Рейтинг1 | Сіяні |
| -------- | -------------------- | ---------- | ---------------- | -------- | ----- |
| Канада   | Деніел Нестор        | Індія      | Леандер Паес     | 19       | 1     |
| Індія    | Магеш Бгупаті        | Швеція     | Роберт Ліндстедт | 28       | 2     |
| Пакистан | Айсам-уль-Хак Куреші | Нідерланди | Жан-Жульєн Роєр  | 29       | 3     |
| Франція  | Жульєн Беннето       | Сербія     | Ненад Зімоньїч   | 36       | 4     |

- Рейтинг подано станом на 23 вересня 2013

### Інші учасники
Нижче наведено пари, які отримали вайлдкард на участь в основній сітці:
- Gong Maoxin /  Li Zhe
- Лу Єн-Сун /  Wu Di

### Знялись з турніру
Під час турніру
- Стен Вавринка (травма правої ноги)

## Учасниці

### Сіяні
| Країна    | Гравчиня             | Рейтинг1 | Сіяна |
| --------- | -------------------- | -------- | ----- |
| США       | Серена Вільямс       | 1        | 1     |
| Білорусь  | Вікторія Азаренко    | 2        | 2     |
| Польща    | Агнешка Радванська   | 4        | 3     |
| КНР       | Лі На                | 5        | 4     |
| Італія    | Сара Еррані          | 6        | 5     |
| Данія     | Каролін Возняцкі     | 8        | 6     |
| Німеччина | Анджелік Кербер      | 9        | 7     |
| Сербія    | Єлена Янкович        | 10       | 8     |
| Чехія     | Петра Квітова        | 11       | 9     |
| Італія    | Роберта Вінчі        | 12       | 10    |
| США       | Слоун Стівенс        | 13       | 11    |
| Іспанія   | Карла Суарес Наварро | 14       | 12    |
| Німеччина | Сабіне Лісіцкі       | 15       | 13    |
| Сербія    | Ана Іванович         | 16       | 14    |
| Австралія | Саманта Стосур       | 17       | 15    |
| Румунія   | Сімона Халеп         | 18       | 16    |

- 1 Рейтинг подано станом на 23 вересня 2013

### Інші учасниці
Нижче наведено учасниць, які отримали вайлдкард на участь в основній сітці:
- Франческа Ск'явоне
- Гезер Вотсон
- Ч Шуай
- Чжен Цзє

Нижче наведено гравчинь, які пробились в основну сітку через стадію кваліфікації:
- Ежені Бушар
- Лорен Девіс
- Місакі Дой
- Шерон Фічмен
- Полона Герцог
- Шанелль Схеперс
- Сільвія Солер-Еспіноса
- Галина Воскобоєва

### Знялись з турніру
До початку турніру
- Маріон Бартолі (завершення кар'єри) → її замінила Даніела Гантухова
- Джеймі Гемптон (травма лівої щиколотки) → її замінила Юлія Гергес
- Катерина Макарова → її замінила Моніка Пуїг
- Роміна Опранді → її замінила Бояна Йовановські
- Надія Петрова (травма лівого кульшового суглобу) → її замінила Стефані Фегеле
- Марія Шарапова (травма правого плеча) → її замінила Анніка Бек

### Знялись
- Алізе Корне (травма спини)

## Учасниці основної сітки в парному розряді

### Сіяні пари
| Країна            | Гравчиня             | Країна    | Гравчиня           | Рейтинг1 | Сіяна |
| ----------------- | -------------------- | --------- | ------------------ | -------- | ----- |
| Італія            | Сара Еррані          | Італія    | Роберта Вінчі      | 2        | 1     |
| Китайський Тайбей | Сє Шувей             | КНР       | Пен Шуай           | 18       | 2     |
| Австралія         | Ешлі Барті           | Австралія | Кейсі Деллаква     | 23       | 3     |
| Сербія            | Єлена Янкович        | Словенія  | Катарина Среботнік | 26       | 4     |
| Німеччина         | Анна-Лена Гренефельд | Чехія     | Квета Пешке        | 27       | 5     |
| США               | Ракель Копс-Джонс    | США       | Абігейл Спірс      | 34       | 6     |
| Нова Зеландія     | Марина Еракович      | Росія     | Олена Весніна      | 35       | 7     |
| Зімбабве          | Кара Блек            | Індія     | Саня Мірза         | 39       | 8     |

- 1 Рейтинг подано станом на 23 вересня 2013

### Інші учасниці
Нижче наведено пари, які отримали вайлдкард на участь в основній сітці:
- Світлана Кузнецова /  Саманта Стосур
- Ярослава Шведова /  Ч Шуай
- Сунь Цзіюе /  Чжан Юсюань
- Серена Вільямс /  Вінус Вільямс

Наведені нижче пари отримали місце як заміна:
- Сільвія Солер-Еспіноса /  Карла Суарес Наварро

### Відмовились від участі
До початку турніру
- Марина Еракович (особисті причини)
- Мартіна Хінгіс (особисті причини)

## Переможці

### Одиночний розряд, чоловіки
- Новак Джокович —  Рафаель Надаль, 6–3, 6-4

### Одиночний розряд, жінки
- Серена Вільямс —  Єлена Янкович, 6–2, 6–2

### Парний розряд, чоловіки
- Макс Мирний /  Горія Текеу —  Фабіо Фоніні /  Андреас Сеппі, 6–4, 6–2

### Парний розряд, жінки
- Кара Блек /  Саня Мірза —  Віра Душевіна /  Аранча Парра Сантонха, 6–2, 6–2